# Cmentarz katolicki Najświętszego Serca Jezusa w Bydgoszczy

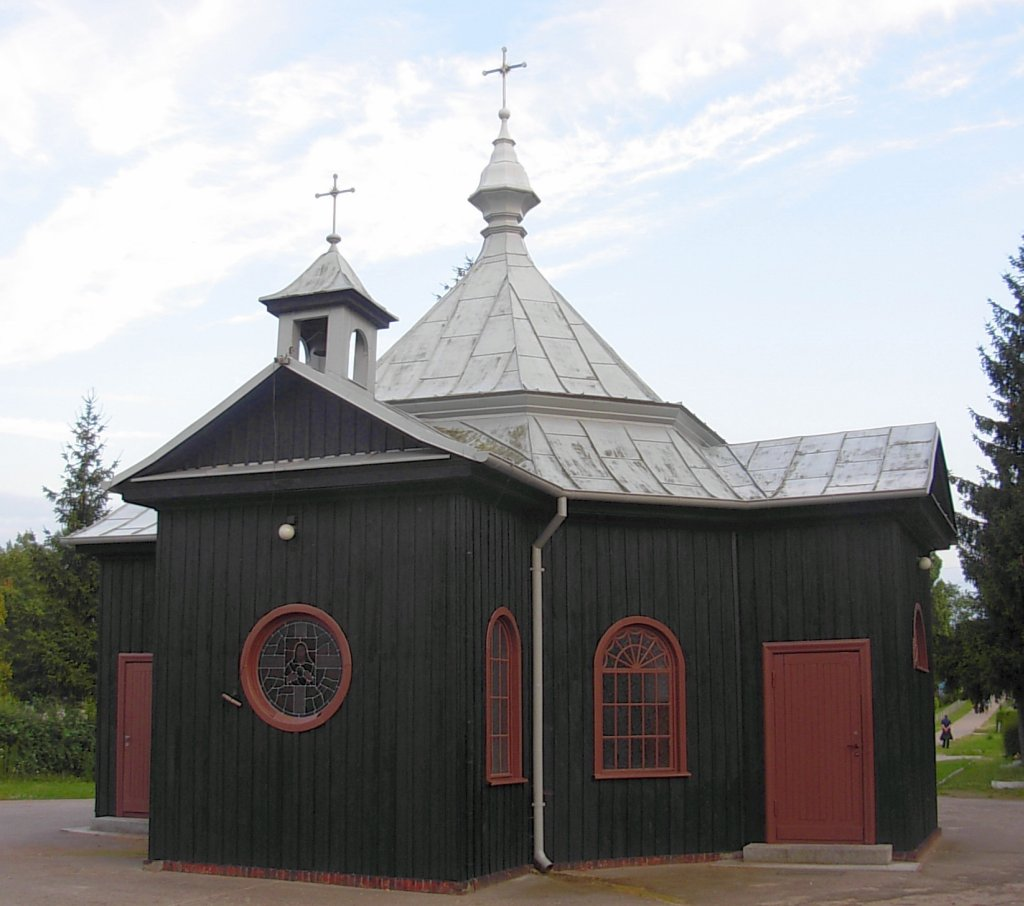
Kaplica z 1929 r.

Cmentarz Najświętszego Serca Pana Jezusa w Bydgoszczy – cmentarz katolicki w Bydgoszczy.

## Lokalizacja
Cmentarz znajduje się w obrębie jednostki urbanistycznej Rynkowo, w północnej części Bydgoszczy, przy ulicach: Ludwikowo i Rynkowskiej. Od wschodu (za ul. Rynkowską) przylega do niego cmentarz komunalny o powierzchni 1,1 ha.

## Historia
Powstanie cmentarza wiąże się z erygowaniem w 1924 r. parafii Najświętszego Serca Pana Jezusa, którego świątynią parafialną ustanowiono neobarokowy kościół Najświętszego Serca Pana Jezusa na placu Piastowskim w Bydgoszczy.
W latach 20. XX w. proboszcz nowej parafii ks. Narcyz Putz podjął starania o pozyskanie terenu na cmentarz parafialny. W 1927 r. zakupiono od Dyrekcji Lasów Państwowych 9 ha gruntu z przeznaczeniem na nekropolię. Nabyty teren sąsiadował od zachodu z cmentarzem Nowofarnym, a oddzielała go od niego linia kolejowa. W czasie okupacji niemieckiej 1939–1945 był to cmentarz dla Polaków. Na bramie cmentarnej była tablica z napisem: Friedhof für Polen.

## Charakterystyka
Cmentarz posiada wymiary: 250 x 350 m i powierzchnię 8,5 ha. Na jego terenie pochowanych jest ok. 30 tys. osób. Pochówki są możliwe jedynie na miejscu wcześniejszych grobów. Pośrodku cmentarza znajduje się zabytkowa drewniana kaplica, zbudowana w 1929 r.

## Zasłużeni
Niektóre osoby zasłużone dla Bydgoszczy i regionu pochowane na cmentarzu:
| Osoba               | Rok urodzenia | Rok śmierci | Uwagi |
| Jerzy Adamski       | 1937          | 2002        | Najbardziej utytułowany bokser w dziejach bydgoskiego sportu. Boks zaczął uprawiać w Pile w 1950 r. W Bydgoszczy walczył w barwach „Brdy” i „Astorii”. Mając 19 lat zdobył tytuł mistrza Polski w wadze koguciej. W latach 1952–1962 i w 1964 r. był najlepszym w kraju bokserem w wadze piórkowej. Mistrz Europy z Lucerny (1959) i brązowy z Moskwy (1963). Na olimpiadzie w Rzymie (1960) zdobył srebrny medal. Na 16 walk w reprezentacji Polski wygrał 14. Łącznie stoczył 270 walk, z których wygrał aż 237, a 10 zremisował. |
| Leon Dachtera       | 1885          | 1961        | Nauczyciel, kierownik szkół powszechnych w II RP, m.in. uznanej w 1925 r. za wzorcową w okręgu bydgoskim szkole św. Trójcy w Bydgoszczy; ojciec błogosławionego ks. Franciszka Dachtery. |
| Maria Domeracka     | 1922          | 1976        | Nauczycielka, bibliotekarka. Od 1955 r. kierownik oddziału Centralnej Biblioteki Rolniczej w Bydgoszczy. Działała w Bydgoskim Towarzystwie Naukowym i Stowarzyszeniu Bibliotekarzy Polskich |
| Leon Jaworski       | 1881          | 1939        | Organista w kościele Najświętszego Serca Pana Jezusa, dyrygent chórów bydgoskich („Harmonia”, „Hasło”, „Halka”), pedagog muzyczny (Bydgoska Szkoła Muzyczna im. Ignacego Paderewskiego, 1926-1939) |
| Kazimierz Jułga     | 1935          | 2002        | Malarz, poeta, fotograf. Wieloletni dyrektor Biura Wystaw Artystycznych. Wielokrotnie nagradzany i odznaczany za twórczość artystyczną oraz działalność zawodową, m.in. Złotym Krzyżem Zasługi, Medalami Prezydenta Bydgoszczy i Kazimierza Wielkiego. |
| Piotr Karowski      | 1892          | 1967        | Introligator i konserwator książek. Organizował introligatornię w Bibliotece Miejskiej. Uratował od zniszczenia ogromną liczbę druków i rękopisów, m.in. książki z Biblioteki Bernardynów i rękopis „Grażyny” Adama Mickiewicza. Patron ulicy na osiedlu Niepodległości w Fordonie. |
| Antoni Majchrzak    | 1907          | 1983        | Ksiądz katolicki, wieloletni proboszcz w parafii Najświętszego Serca Pana Jezusa w Bydgoszczy (1961-1983), dziekan dekanatu Bydgoszcz I; w okresie międzywojennym katecheta w bydgoskich szkołach średnich; więzień obozu koncentracyjnego w Dachau (1942-1945). |
| Józef Paderewski    | 1871          | 1958        | Brat Ignacego Jana Paderewskiego. Po studiach na uniwersytecie w Kijowie, uczył matematyki i fizyki w szkołach rosyjskich i polskich (Połtawa, Żytomierz). W 1921 r. przybył do Polski. Uczył w Łucku i Otwocku. Od 1926 r. w Bydgoszczy. 12 lat uczył w Miejskim Katolickim Gimnazjum Żeńskim. Po jego śmierci żona przekazała Muzeum Okręgowemu pamiątki po przyrodnim bracie – Ignacym i jego testament. Na kamienicy, w której mieszkał przy ul. 20 Stycznia 1920 r. znajduje się tablica pamięci. |
| Jerzy Riegel        | 1931          | 2019        | Artysta fotograf, autor i współautor wielu wystaw fotograficznych. Uprawiał przede wszystkim fotografię analogową, tradycyjną w zakresie pejzażu, portretu, scen rodzajowych oraz dokumentacji fotograficznej miasta Bydgoszczy. |
| Andrzej Szwalbe     | 1923          | 2002        | Prawnik. Od 1946 w Bydgoszczy. Doprowadził do budowy Filharmonii Pomorskiej, w której przez 40 lat był dyrektorem (1951–1991). Organizator festiwali i kongresów muzykologicznych (MAEO). Animator kultury. Założył Bydgoskie Towarzystwo Naukowe (1959), zaangażował się w powstanie Biura Wystaw Artystycznych (1970), Akademii Muzycznej (1994) i Opery Nova. Od 1993 r. Honorowy Obywatel Bydgoszczy. Kawaler Krzyża Wielkiego Orderu Odrodzenia Polski (pośmiertnie). Patron ulicy w Śródmieściu. Na kamienicy, w której mieszkał przy ul. Dworcowej 75 znajduje się tablica pamięci, zaś na placu przed budynkiem filharmonii – pomnik z brązu. |
| Władysław Wittstock | 1896          | 1966        | Nauczyciel śpiewu, dyrygent chórów bydgoskich i w okręgu nakielsko-wyrzyskim. W latach 30. XX w. oddelegowany do pracy pedagogicznej w Niemczech, gdzie kierował szkołą polską w powiecie złotowskim. Dyrygował m.in. chórami: „Dzwon”, „Harmonia” i „Hasło”. Pod jego kierownictwem chór „Hasło” zdobył I miejsce na Zjeździe Śpiewaczym zorganizowanym w ramach obchodów uroczystości 600-lecia nadania praw miejskich Bydgoszczy w 1946 r. |